# موافقت پارلمان بریتانیا با حمله به عراق
موافقت پارلمان بریتانیا برای تهاجم به عراق توسط اعضای منتخب مجلس عوام بریتانیا درآستانه تهاجم سال۲۰۰۳ به عراق در یک سری دو رأی در ۱۸ مارس۲۰۰۳ به دولت تونی بلر داده شد.

## پیشینه مشروطه
هیچ الزام قانون اساسی برای ولیعهد وجود ندارد که پیش از متعهد ساختن نیروهای بریتانیا به اقدام نظامی، بدنبال هرگونه تأیید صریح پارلمان باشد. براساس اختیارات سلطنتی، حاکم می‌تواند دستور شروع عملیات نظامی را صادر کند، که معمولاً بتوصیه دولت اعلی حضرت صادر می‌شود.
با این حال، مناقشات سیاسی در مورد شرکت در اقدام نظامی، که مشروعیت قانونی و همچنین مسائل سیاست خارجی را پوشش می‌داد، سال‌ها مورد بحث بود. در اوایل سال۱۹۹۹، تام دالیل، نماینده ضد جنگ، یک لایحه قانون ده دقیقه‌ای به نام لایحه اقدام نظامی علیه عراق (تصویب پارلمان) را پیشنهاد کرده بود تا «لازم به تصویب قبلی توسط اکثریت ساده مجلس عوام برای اقدام نظامی توسط نیروهای انگلیسی علیه عراق باشد. به دالیل اجازه داده شد تا بیل خود را بیاورد، است، اما نمی‌توان دربارهٔ آن بحث و رأی‌گیری کرد، زیرا به‌عنوان لایحه‌ای که بر اختیارات سلطنتی تأثیر می‌گذارد، قبل از بحث در پارلمان به رضایت ملکه نیاز بود (معروف به رضایت ملکه). دولت به ملکه الیزابت دوم توصیه کرد که از رضایت خودداری کند، که طبق کنوانسیون قانون اساسی چنین کرد.

## مناظرات در سال ۲۰۰۳ قبل از ۱۸ مارس
استقرار نیروهای بریتانیا به عربستان سعودی و کویت، همراه با نیروهای ایالات متحده، پیشروی آشکاری برای اقدام نظامی بود. چندین بحث در مورد سیاست بریتانیا در عراق برگزار شد. سرانجام، در ۱۷ مارس۲۰۰۳،رئیس‌جمهور ایالات متحده بوش به صدام حسین اولتیماتوم داد که ظرف ۴۸ ساعت قدرت را ترک کند وگرنه با اقدام نظامی مواجه خواهد شد. آرای قبلی سیاست دولت برای مقابله با عراق از طریق سازمان ملل را تأیید کرده بود.

## مناظره ۱۸ مارس
حاکم این اختیار را دارد که به عنوان اعمال اختیارات سلطنتی، بدون تأیید پارلمان اعلام جنگ کند. قبل یا بعد از شروع جنگ‌های قبلی، معمولاً در پارلمان بحث می‌شد. با این حال، برای اولین بار رای‌گیری انجام شد و به پارلمان اجازه داد تا موضع خود را در مورد اعلان جنگ مشخص کند، حتی اگر «صرفاً نمادین» و «برای دولت الزام آور نبود». این مناظره در ۱۸ مارس ۲۰۰۳ برگزار شد و از ظهر تا ۱۰ ادامه داشت.
حزب کارگر و محافظه کار هر دو متعهد به تأیید تهاجم بودند، اما یک چهارماز نمایندگان حزب کارگر به این حمله رای منفی دادند. لیبرال دموکرات‌ها که از هر ۱۲نماینده یکی در پارلمان داشتند نیز با این تهاجم مخالفت کردند.
اگر رأی از بین می‌رفت، بسیاری از وزرای کارگر استعفا می‌دادند، از جمله نخست‌وزیر تونی بلر، که در سخنرانی خود پیشنهاد کرد که در صورت عدم تصویب رأی استعفا می‌دهد.
اعضای جبهه یک حزب طبق سنت باید از آن سمت کناره‌گیری کنند تا بتوانند علیه حزب خود رای دهند. ازمیان برخی از صفوف این احزاب فراتر ازاستعفای رابین کوک محقق نشد.

دولت طرحی را بمجلس ارائه کرد که درآن آمده بود:
این مجلس تصمیمات خود در ۲۵ نوامبر۲۰۰۲ و ۲۶ فوریه۲۰۰۳ را برای تأیید قطعنامه۱۴۴۱ شورای امنیت سازمان ملل متذکر می‌شود. به رسمیت می‌شناسد که سلاح‌های کشتار جمعی و موشک‌های دوربرد عراق و تداوم عدم پایبندی آن به قطعنامه‌های شورای امنیت، تهدیدی برای صلح و امنیت بین‌المللی است. خاطرنشان می‌کند که در ۱۳۰روز پس از تصویب قطعنامه۱۴۴۱، عراق به طور فعال، بدون قید و شرط و بلافاصله با بازرسان تسلیحاتی همکاری نکرده‌است و فرصت نهایی برای تبعیت را رد کرده‌است و در حال نقض اساسی تعهدات اجباری پی در پی شورای امنیت سازمان ملل است. قطعنامه ها؛ متأسف است که علیرغم تلاش‌های دیپلماتیک مستمر دولت اعلیحضرت، امکان دستیابی به قطعنامه دوم در سازمان ملل وجود ندارد، زیرا یکی از اعضای دائم شورای امنیت در علناً قصد خود را برای استفاده از وتوی خود در هر شرایطی اعلام کرده‌است. نظر دادستان کل کشور را متذکر می‌شود که چون عراق از اجرای قطعنامه۱۴۴۱ خودداری کرده و عراق در زمان قطعنامه۱۴۴۱ به نقض مادی ادامه می‌دهد، اختیار توسل به زور بر اساس قطعنامه۶۷۸ احیا شده و امروز نیز ادامه دارد. بر این باور است که بریتانیا باید از اقتدار سازمان ملل متحد همان‌طور که در قطعنامه۱۴۴۱ و بسیاری از قطعنامه‌های قبل از آن آمده‌است، حمایت کند و بنابراین از تصمیم دولت اعلیحضرت مبنی بر اینکه بریتانیا باید از همه ابزارهای لازم برای تضمین خلع سلاح‌های عراق استفاده کند، حمایت می‌کند. کشتار جمعی؛ از مردان و زنان نیروهای مسلح اعلیحضرت که اکنون در خاورمیانه مشغول به کار هستند، حمایت صمیمانه ای ارائه می‌دهد. در صورت انجام عملیات نظامی مستلزم آن است که بر اساس یک مبنای اضطراری، بریتانیا باید به دنبال قطعنامه جدیدی در شورای امنیت باشد که تمامیت ارضی عراق را تأیید کند، تحویل سریع کمک‌های بشردوستانه را تضمین کند، و امکان لغو سریع‌ترین تحریم‌های سازمان ملل را فراهم کند. برنامه بازسازی، و استفاده از تمام درآمدهای نفتی به نفع مردم عراق و تأیید یک اداره مناسب پس از جنگ برای عراق، که منجر به تشکیل یک دولت نماینده می‌شود که از حقوق بشر و حاکمیت قانون برای همه عراقی‌ها حمایت می‌کند. و همچنین از انتشار قریب‌الوقوع نقشه راه گروه چهارجانبه به عنوان گامی مهم برای ایجاد یک صلح عادلانه و پایدار بین اسرائیلی‌ها و فلسطینی‌ها و برای منطقه خاورمیانه بزرگتر استقبال می‌کند و از نقش دولت اعلیحضرت در تلاش فعالانه برای صلح بین اسرائیل و فلسطین حمایت می‌کند.
اصلاحیه ای پیشنهاد شد که از قوه مجریه می‌خواهد منتظر تصویب بیشتر سازمان ملل باشد.
این مجلس… بر این باور است که پرونده جنگ علیه عراق، به ویژه با توجه به عدم وجود مجوز مشخص از سوی سازمان ملل، هنوز ایجاد نشده‌است. اما در صورت آغاز خصومت‌ها، حمایت کامل خود را از نیروهای انگلیسی درگیر در خاورمیانه متعهد می‌شود، از شجاعت، مهارت و فداکاری آنها در انجام وظیفه ابراز تحسین می‌کند و امیدوار است که وظایف آنها به سرعت با کمترین تلفات همه طرف‌ها به پایان برسد.
مجلس در رای‌گیری در ساعت۹:۱۵ به متن اصلاحی رأی داد بعد از ظهر، اما این اصلاحیه با ۳۹۶رای موافق در مقابل ۲۱۷رای شکست خورد.
در ساعت ۱۰بعد از ظهر، طرح بدون اصلاحیه با ۴۱۲رای موافق در مقابل ۱۴۹ رای به تصویب رسید، بنابراین به معنای تأیید تهاجم پارلمان است. لشکرکشی بریتانیا به عراق، معروف به عملیات تلیک، یک روز بعد آغاز شد.
| 18 مارس 2003 دولت باید از تمام ابزارهای لازم برای تضمین خلع سلاح سلاح‌های کشتار جمعی عراق استفاده کند | |            |
| رای                                                                                                  | مهمانی | رای        |
| ✔ | حزب کارگر (۲۵۴)، حزب محافظه کار (۱۴۶)، حزب اتحادیه آلستر (۶)، حزب اتحادیه دموکرات (۵)، محافظه کار مستقل (1)                                                    | ۴۱۲ از ۶۵۹ |
| خیر                                                                                                  | حزب کارگر (۸۴)، لیبرال دموکرات (۵۲)، حزب ملی اسکاتلند (۵)، Plaid Cymru (4)، حزب محافظه کار (۲)، جامعه مستقل و نگرانی سلامت (۱)، حزب سوسیال دموکرات و کارگر (1) | ۱۴۹ از ۶۵۹ |
| ممتنع                                                                                                | رئیس مجلس (۱)، حزب کارگر (۶۹)، حزب محافظه کار (۱۷)، سین فین (۴)، حزب سوسیال دموکرات و کارگر (۲)، لیبرال دموکرات (1)                                            | ۹۴ از ۶۵۹  |
| گویندگان                                                                                             | حزب کارگر (۳)، حزب محافظه کار (۱)؛ در مجموع آرا محاسبه نمی‌شود                                                                                                  | ۴ از ۶۵۹   |